# マイケル・コリンズ (政治家)

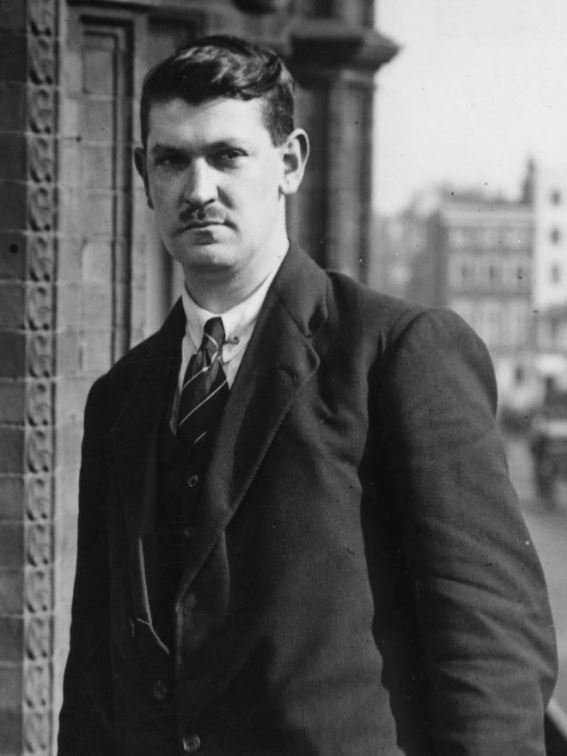
マイケル・コリンズ（1921年）

マイケル・コリンズ（英語：Michael Collins, アイルランド語：Micheál Ó Coileáin, 1890年10月16日 - 1922年8月22日）は、アイルランドの政治・軍事指導者。アイルランド独立運動を指揮し、アイルランド議会の財務大臣、アイルランド共和軍（IRA）の情報部長、アイルランド国軍の司令官、英愛条約交渉においてはアイルランド側の代表の一員などをつとめた。1922年、アイルランド内戦のさなかに暗殺された。一種独特のカリスマ性を持ち、生前から人気の高かったマイケル・コリンズは死後、フィナ・ゲール党およびその支持者たちによって独立運動における「殉教者」として英雄視されるようになる。

## 生い立ち
マイケル・コリンズは1890年にアイルランド、コーク県クロナキルティに近いサムズクロスで生まれた。コリンズの墓碑銘には「10月12日生まれ」と刻まれているが、伝記著者たちは10月16日生まれということで意見が一致している。コリンズの一族はもともとウィ・コナイル (Uí Chonaill) 卿というリムリックの近くで暮らす郷紳の家であったが、他のアイルランドの郷紳の多くがそうであったように、土地の多くを奪われて没落し、小作農として暮らしていた。だが、145エーカー程度ではあっても農園を持っていたため、19世紀後半の一般的なアイルランド人に比べればやや裕福な暮らし向きであった。
マイケル・コリンズは8人兄弟の末子、三男として生まれた。同名の父マイケル・コリンズはインテリで、青年時代にアイルランド共和同盟（IRB、フェニアン）運動に所属し、アイルランドの共和主義運動に携わっていたが、やがてその活動を離れて農業に専念するようになっていた。
コリンズは父親の影響もあって聡明な少年だったようであるが、やがて周囲の人々の影響を受けてアイルランドの自由獲得を熱望するようになった。はじめは近所の鍛冶屋ジェームズ・サントリーに影響を受け、やがて近隣の学校の校長であったデニス・リヨンズに感化されていった。リヨンズはアイルランド共和同盟 (IRB) のメンバーであったが、奇遇にものちにコリンズはこの団体のリーダーをつとめることになる。
コリンズは背が高いうえに恰幅がよく、どんなスポーツでもよくこなした。しかしいくらスポーツに熱中していても政治への思いは少しも弱まることはなかった。1906年にコリンズはイギリス帝国の公務員試験を受験している。卒業後、15歳のコリンズは、当時のアイルランド人青年たちと同じように仕事を求めてイギリスへ向かった。1906年7月からロンドンの郵便局で勤務している。その後の1909年11月にコーク出身のプロテスタントの共和主義者サム・マグワイアの紹介でアイルランド共和同盟へ加入した。
組織の中でコリンズは徐々に頭角を現し、10年たたずして若きリーダーと目されるようになった。ロンドン時代、コリンズは郵便局から金融関係へと仕事を移し、後に役立つことになる財務の知識に精通するようになっていった。

## イースター蜂起
マイケル・コリンズの名を初めて世に知らしめたのは1916年に起こったイースター蜂起であった。アイルランド共和同盟 (IRB) の中で、組織運営における緻密な手腕と、周到な戦略立案の才が評価されていたコリンズは26歳の若さであったが、蜂起の首謀者の一人ジョセフ・メリー・プランケットの父カウント・プランケットの財政顧問をつとめるほどになっていた。ダブリンで起きたこのイースター蜂起において、コリンズはダブリン中央郵便局の周辺で急進派の中心人物パトリック・ピアースらと共に戦った。
しかしこの蜂起もイギリスの正規軍が出動するとなすすべもなく壊滅した。準備不足や計画の露呈が明らかであったこの蜂起については組織内でも反対者が多かったが、ピアースらはとにかく立ち上がることに意味があると考え、成功の見込みもないまま行動を起こした。ピアースは「誰かが血を流すことで皆が立ち上がる」と考えていた（事実そのようになる）。共に戦うことになったコリンズだが、蜂起の前から「とにかく蜂起してしまえば人々がついてくる」という安易な考え方や戦略思考不在の行き当たりばったりの方法には異議を唱えていた。
特に中央郵便局を制圧するという作戦に関しては、ただ目立つ建物だというだけで、守るに難しく、補給困難で、包囲されてしまうと逃げ出すこともできないような場所を占拠しても何にもならないと考えていた。後にアイルランド独立運動の戦いの中、コリンズはこのイースター蜂起の失敗のように「座り込んで狙い撃ちされる」ことを避けるよう仲間たちに薦め、イギリス軍に対しては常にゲリラ戦術を駆使して闘うこと、迅速に占拠してすぐさま撤退することで、最小の損害で相手に対して最大の心理的打撃を与えることを狙った。
結局、寄せ集めの素人によって補給も不十分なままで行われたイースター蜂起は失敗に終わり、コリンズらは逮捕された。逮捕者たちはウェールズにあったフロンホフの収容所に送られた。この収容所においてもコリンズの指導者としてのカリスマは衰えることがなく、むしろ増していった。釈放後にはシン・フェイン党に加わり、同組織における地歩をも固めていった。イギリス政府とアイルランドのメディアはイースター蜂起の黒幕がシン・フェイン党であると喧伝しており、これは誤りであったが、イースター蜂起の生き残りの指導者たちはこれを逆に利用して、シン・フェイン党への支持を固めていった。1917年10月にはコリンズはシン・フェイン党の幹部にしてアイルランド義勇軍の指導者になっていた。コリンズと共に両組織を束ねていたのは盟友エイモン・デ・ヴァレラであった。

## アイルランド共和国議会
他のシン・フェイン党の古参幹部と同じように、マイケル・コリンズは1918年に行われた大英帝国議会庶民院におけるアイルランド代表議員の選挙に南コーク県の代表として立候補し、圧倒的な支持を受けて当選した。しかしシン・フェイン党出身の議員たちがライバルであったアイルランド議員党の議員たちと異なっていたのはロンドンの議会に出席することを拒否し、ダブリンに「ドイル・エアラン」（アイルランド共和国議会）なる新議会の創設を宣言したことであった。
ドイル・エアランは1919年1月に初会合を開いたが、このような動きを見たイギリス政府は、デ・ヴァレラをはじめとするシン・フェイン党の指導者たちの一斉検挙に踏み切った。コリンズはいつものように自前の情報網を駆使してこの動きを事前に察知しており、他の指導者たちに再三警告していた。デ・ヴァレラもまたいつものようにコリンズの情報を信じず、もしイギリス政府がそのようなことをしたら、かえってシン・フェイン党の名前をとどろかせ、アイルランド人の士気を高めることになると考えた。しかし、指導陣が根こそぎ逮捕されてしまったことで、シン・フェイン党の名前をとどろかす動きなどできない状況であった。
デ・ヴァレラが収監されている間、カハル・ブルハが代わりに議長 (Príomh Aire) をつとめた。デ・ヴァレラは1919年4月、コリンズの手引きによってリンカーン刑務所を脱獄することに成功した。
1919年はコリンズが大車輪の活躍をした年であった。夏にはアイルランド共和同盟の団長に選ばれ、9月にはアイルランド共和国軍（IRA、アイルランド義勇軍から改名）情報部の部長と次々要職についた。1919年1月21日、アイルランド共和国議会の最初の会合の日が、アイルランド独立戦争の始まった日とされている。この日 IRA の義勇兵がティペラリー県のソロヘドベグでダイナマイトを強奪しようと2名の警備兵を射殺している。

## 財務大臣
1919年、すでに複数の要職を兼ねていたコリンズだったが、デ・ヴァレラからさらに財務担当大臣の職を引き受けるよう懇請されている。独立闘争が激化していた当時、アイルランドの「大臣」であれば、イギリス軍、王立アイルランド警察隊 (RIC) 、ブラック・アンド・タンズなどといった敵対勢力から狙われ、拘束や殺害の危険もあった。そのため「大臣」といっても、地下に潜伏して活動するか、名前だけの人間を立てて真の実力者が別にいるのがならいであった。
しかしコリンズは違った。堂々と活躍し、アイルランド独立闘争の資金として「国債」の調達を企画・実行した。実際的な手法により短期間で多くの資金を調達したコリンズの財政手腕は評判となり、ウラジーミル・レーニンもダブリンへ使者を派遣し、ソビエト共和国（当時）の運営に必要な金を借りたほどであった。このとき、担保としてロシア皇帝の宝冠についていた宝石が渡された。この宝石はダブリン市内の金庫に納められたまま忘れられていたが、1930年代に入って偶然発見された。
この当時のコリンズの活躍と実績は超人的なものであった。「十二使徒」と呼ばれるイギリス政府の要人暗殺を狙う特殊部隊を創設し、「国債」を発行して海外から資金を調達し、IRA を指導しながら、デ・ヴァレラの不在時のアイルランド政府の責任者となった。当然、コリンズはイギリス政府から最重要危険人物としてみられ、殺害あるいは逮捕につながる情報を提供したものには1,000万ポンドが与えられるという懸賞金をかけられていた。
この頃からコリンズはアイルランド独立の指導者たちの中の2人と対立するようになっていく。そのうちの一人はカハル・ブルハであった。彼は名目上は軍事部門の指導者ということになっていたが、戦略的才能に乏しく、戦略の才があるコリンズの前でまったく存在感がなくなっている自分に苛立っていた。もう一人は長年の盟友でドイル・エアランの議長エイモン・デ・ヴァレラであった。
デ・ヴァレラはコリンズが自分の地位を脅かしていると考え、同時にコリンズの反対を押し切って進めていたアメリカ政府に対するアイルランド独立支援の呼びかけがまったく進展しないことにあせりを感じていた。そのころ、長身のデ・ヴァレラは「ロング・フェロー」と呼ばれるようになった（本人は国外でこれを聞いて激怒したといわれる）が、恰幅のいいコリンズは「ビッグ・フェロー」と呼ばれていた。デ・ヴァレラはアメリカから帰国すると代わってコリンズを派遣しようとしたが、単にコリンズがこれ以上アイルランドで活躍しないようにする口実であることが明らかであったため、コリンズ本人だけでなく他の指導者たちも反対してこの話は流れた。
コリンズはリチャード・マルケイと共にIRAの組織構築に貢献した。装備に劣るIRAはイギリス陸軍と王立アイルランド警察隊 (RIC) にゲリラ戦を仕掛けることでイギリス政府を消耗させた。ゲリラ戦において大きな役割を果たした遊撃隊はコリンズとディック・マッキーにより設立されたものである。IRA の情報局長も務めていたコリンズは、ダブリンにおけるイギリスのスパイ網であるカイロ・ギャングを破壊するために、イギリス陸軍の情報担当将校とその手先である情報提供者を暗殺する指令を出した。作戦は1920年11月21日に決行され、この日の朝に IRA の暗殺チームによって13人のスパイが殺害された。この報復として同じ日の午後に治安部隊がクローク・パークで観衆に発砲し14人の死者が出た。この血の日曜日事件はディック・マッキーら IRA 捕虜3人の拷問と殺害により幕を閉じた。
イギリスとアイルランド共和国軍の停戦交渉のあと、イギリス政府は国際的に承認されていない「アイルランド共和国政府」のメンバーたちとの交渉の席についた。当時の各国政府でアイルランド共和国を承認していたのは、資金援助を得たかったソビエト連邦だけであった。デ・ヴァレラはアイルランド系市民の多いアメリカ合衆国で長年交渉をおこなって承認を得ようとしていたが果たせず、同じように第一次世界大戦後のパリ講和会議にアイルランド代表としてショーン・オケリーが出席したが、国際的な承認を得ることができなかった。
1921年8月にドイル・エアラン議長からアイルランド共和国初代大統領へと自らを昇格させていたデ・ヴァレラは、交渉において自分はイギリスのジョージ5世国王と同じ立場であり、国王が参加しない限り、自分も会議に出ないと宣言して周囲を仰天させた。やむなくロンドンでの交渉の席につくことになったのはアーサー・グリフィスとコリンズであったが、コリンズはデ・ヴァレラが交渉に参加しないことが後に大きな問題となるであろうことを予期していた。ちなみに、このときのイギリス側代表団にはデビッド・ロイド・ジョージやウィンストン・チャーチルなども含まれていた。

## 英愛条約
交渉の結果、英愛条約（イギリス・アイルランド条約）が締結され、アイルランドはついに独立を達成することができた。こうして生まれたのがアイルランド自由国である。アイルランド自由国の独立は、北部6県（北アイルランド）にアイルランド自由国へ加入するか、大英帝国へ帰属するかの自由を与えることを条件に認められた（結果的に6県はすぐに大英帝国へ帰属した）。もし6県が大英帝国に帰属した場合、アイルランド国境委員会が設けられて、イギリスとアイルランドの国境確定のための話し合いを行う運びになっていた。
コリンズは、たとえ北部6県がアイルランド自由国に加わらずとも、国境委員会で北アイルランド部分の領域を最小限に抑えることが出来れば、いずれは経済的に立ち行かなくなってアイルランドに組み込むことができるだろうと考えていた。北アイルランドの中でも、イギリスへの帰属を強硬に主張する人々は東アルスターのみに集中していたからである。
こうして成立したアイルランド自由国は、国際的には大英帝国の自治領という位置づけであった。議会として二院制を持ち、名目的にイギリス国王を君主としているが、統治の実体はドイル・エアランから選ばれる内閣にあった。しかし、共和主義者の中でも急進派たちから見ればこのような条約はまやかしであり、独立主義者たちへの裏切りであると映った。彼らにとっては、いくら名目上であれ大英帝国に従属し、国王への忠誠誓約事項が盛り込まれていることが許せないのであった。
シン・フェイン党はこの条約の受け入れをめぐって分裂した。デ・ヴァレラは条約反対派の中心人物となり、交渉を行った「売国者たち」を糾弾した。条約賛成派はイギリス政府が条約を承認する以上、国王の存在を外すことはありえないと主張し、デ・ヴァレラこそ、このような事態を見越して交渉の席から逃げ出した臆病者であると批判した。デ・ヴァレラはこのような批判を無視していたが、多くの史家たちはデ・ヴァレラが条約の受け入れをめぐって分裂が起きることを見越してコリンズに損な役回りを担わせたと見ている。コリンズは、この条約はそれまでの多くの犠牲から見れば大した成果とはいえず、決して完璧なものでないとしながらも、本格的な自由を勝ち取るために欠かせない第一歩であると主張し、デ・ヴァレラもそれを認めざるを得なかった。
英愛条約の締結には、3つの議会による承認が必要であった。まず第1は当然大英帝国議会であり、第2がドイル・エアランである。ドイル・エアランは国際的な承認を得ていないので、本来は必要ないがアイルランド人の心情を考慮するという政治的計算を踏まえたものであった。第3は南アイルランド庶民院という議会である。この議会は1920年のアイルランド自治法に従ってイギリス政府の指導のもとに設置されたものであった。公式には依然この庶民院がアイルランドの立法府であった。

## 暫定政府の成立とコリンズの死

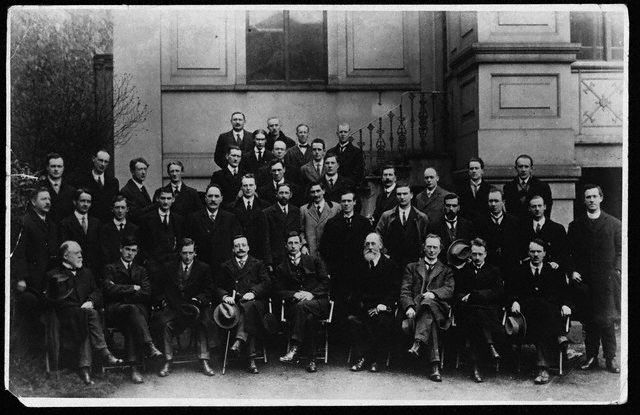
第1ドイル結成時のメンバー。最前列左から2番目がマイケル・コリンズ、3番目がカハル・ブルハ、4番目がアーサー・グリフィス、5番目がエイモン・デ・ヴァレラ、右端がケヴィン・オイギンス。

1919年、ドイル・エアランによって制定されたドイル憲法によってドイル・エアランの存続が決定した。デ・ヴァレラは大統領職を退き、再選にうってでた。が、同じく出馬したアーサー・グリフィスに得票数で敗れ、大統領の座を譲ることになった。グリフィスは共和国大統領と名乗ったデ・ヴァレラと異なり、自らをドイル・エアランの大統領であるとした。しかしこの政体 (Aireacht) は大英帝国の法体系の中では合法的なものではなかった。名目的なものであれ、合法的な議会は依然として南アイルランド庶民院であった。マイケル・コリンズは首相に任命され、アイルランド暫定政府の組閣が行われた。
コリンズは暫定政府の首相であり、同時にグリフィスの共和政府の財務相でもあった。コリンズの首相就任にいたる道のりも複雑であった。大英帝国の法律によって、コリンズはイギリス国王の認可を受けた地位についたことになる。そのため、就任においてイギリスのアイルランド総督フィッツァラン子爵に面会して任命を受ける必要が出てきた。
共和主義者の立場からは、コリンズと総督の面会は、コリンズが勝利者としてフィッツァランに会い、イギリスのアイルランド統治の象徴ダブリン城を受け取るという意味合いのものであったが、イギリス側から見れば、コリンズが一段低い立場から総督から任命を受けることにほかならなかった。このような意味づけに違いはあったものの、実際にコリンズは総督と対面し、任命を受けた。逸話として伝えられるところによれば、コリンズは約束の時間に7分遅れて現れたため、総督はこれを責めた。コリンズは「7分くらい待ってもいいじゃないですか。私たちアイルランド人は700年待ちましたよ」と言ったという。
条約反対派はドイルによって認められたこの条約を認めず、イギリスとの交渉を拒否した。彼らはデ・ヴァレラの元に結集して「共和国政府」を名乗り、賛成派との間の内戦に突入した。これがアイルランド内戦である。1922年の中ごろまでに、コリンズは暫定政府の首相とアイルランド国軍（IRA の中の条約賛成派を中心に組織された正規の軍事組織）の司令官を兼任した。あるとき、その任務の一環として故郷のコークに向かうことになった。1922年8月22日、その道中ベール・ナ・ブラフで待ち伏せを受け、銃撃にさらされた。コリンズはそのまま逃げることも出来たが、あえて踏みとどまって応戦することを命じ、流れ弾にあたって命を落とした。まだ31歳の若さであった。

## 私生活
コリンズの私生活は、生前も死後もゴシップに彩られたものとなった。コリンズにはキティー・キールナン（キャサリン・ブリジッド・キールナン。1892年1月26日 - 1945年7月24日。脳出血で死去）というフィアンセがいたにもかかわらず、アイルランドの画家ジョン・ラヴェリー卿の夫人ヘーゼル・ラヴェリーやロンドンデリー侯爵夫人エディス（en）と関係を続けていたと噂されていた。2人とも、コリンズは魅力的な男性であったと書き残しているが、愛人関係にあったことはきっぱりと否定していた。が、世の人々はコリンズとエディスが関係を続けていることは間違いないと噂していた。内戦中、コリンズは愛人たちの勧めによって条約の内容を変えているという中傷を受けることもあった。しかし、英愛条約の最新の研究書であるドロシー・マカードルの『アイルランド共和国』 (The Republic of Ireland) とフランク・パケンハムの『試練を受ける和平』 (Peace by Ordeal) の両書ともこのような憶測を否定している。
生前のコリンズには同性愛的な傾向があるという噂も流れていた。コリンズは親しみのあらわれとして男性に対してしきりに体に触れるくせがあったからである。彼はよく周りの人たちと遊びのレスリングに興じていた。コリンズのこのような性癖については、単なる遊びであったというものから、本当に同性愛的傾向があったとするものまでさまざまな説がある。
婚約者であったキティーはコリンズの死から3年後の1925年6月10日、アイルランド軍の将軍であったフェリクス・クローニン（1961年10月22日に死亡）と結婚、夫妻の長男フェリクス・ジュニア（1999年11月21日没）は息子のレックス（1986年11月25日に23歳で死亡）と共に、ダブリンのグラスネヴィン・セメタリーに葬られた。キティーも夫フェリクスもそこに葬られ、キティーの墓はコリンズの墓に近い。
因みにキティーはフェリクスとの間にもう1人の息子（次男）を儲けており、その名前はマイケル・コリンズ・クローニン（1929年12月20日 - 2021年1月5日。91歳没）で、コリンズを偲んで名付けられた為、その姓と名前が入っている。

## コリンズの記憶
コリンズはアイルランドの歴史における「偉大な人物」の一人として語り伝えられる。アイルランドの自由獲得という困難な目標の達成を賢明かつ大胆に推し進めたコリンズの死は、生まれたばかりのアイルランド共和国の大きなダメージとなった。内戦中、コリンズは自らへの敵対をあらわにしていた北アイルランドのIRAに対しても支持と援助をやめなかった。コリンズの死後、条約賛成派によって北アイルランドのIRAへの援助は即座に打ち切られた。コリンズの死のわずか10日前に、もう一人の独立運動の英雄アーサー・グリフィス大統領も過労で世を去っている。コリンズの最後の公務はグリフィスの葬儀への参列であった。コリンズは盟友グリフィスと共にダブリンのグラスネヴィン・セメタリーに葬られた。

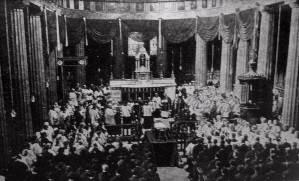
コリンズの葬儀

同僚たちは、コリンズが自らの運命を予見していたかのような発言をしていたことを思い出して悲痛な思いにかられた。条約締結時、イギリス政府代表のバーケンヘッド卿は、このような条約にサインすることで、アイルランドを失った責任者として自分はイギリス国民から非難されるであろうといい、この証書はまさに自らの政治生命に対する死刑宣告証になると嘆いた。コリンズはそれを聞いて、自分にとっては本当の死刑宣告になるだろうと次の様に言ったという。
コリンズと共にアイルランドの自由のために戦った同志たち、エイモン・デ・ヴァレラ、ウィリアム・コスグレイヴ、リチャード・マルケイ、エオイン・オ・デュフィらは長命だったが故に、困難を極めた国づくりにおける失敗や醜い面の印象を人々に残すことになった。コリンズは若くして死んだために、平和時特有の複雑な問題を抱え込むことなく世を去り、人々の心に若い面影だけを残した。
デ・ヴァレラについて人々の印象に残っているのは、年老いて目も見えなくなった1960年代から1970年代にかけての姿であり、コスグレイブは世界恐慌のあとで国家財政の崩壊を食い止められなかった無能な財務家、マルケイは内戦時に反対派を次々と処刑した冷酷な政治家、オ・デュフィはファシズムにかぶれた警官あがりの政治家といった印象しか残していないことを考えれば、早くに世を去ったコリンズが、若々しく力強い指導者、アイルランドに自由をもたらし、人々に勇気を与えた英雄としての良い思い出だけを残したことは幸いだったのかもしれない。アイルランドの苦しみは独立後も長く続くことになる。
- 1996年に公開された映画『マイケル・コリンズ』では、リーアム・ニーソンがコリンズを演じている。
- コーク県コーク市にあるアイルランド陸軍の兵舎はコリンズ兵舎（英語版）と呼ばれており、第1旅団（英語版）の司令部が置かれている。
- ダブリンにも同じくコリンズの名を冠したコリンズ兵舎（英語版）が置かれていたが、こちらは1997年に閉鎖され、現在ではアイルランド国立装飾芸術・歴史博物館（英語版）となっている。